# Gerd Spiekermann
Gerd Spiekermann (* 4. April 1952 in Ovelgönne) ist ein Autor, der in plattdeutscher Sprache schreibt.

## Leben
Spiekermann studierte Romanistik und Politikwissenschaft in Marburg und Rennes.
Er war seit 1985 bis zu seinem Ruhestand 2015 Redakteur für Niederdeutsch beim NDR Hamburg-Welle 90,3 und produzierte Beiträge zur Reihe Hör mal ’n beten to.
Außerdem war Spiekermann 14 Jahre lang Redaktionsleiter der Sendung Hamburger Hafenkonzert, bis zu ihrer Einstellung war er ebenfalls Redaktionsleiter der Sendung Sonntakte.
1982 wurde er mit dem Freudenthal-Preis für den Text As dat Huus in de Grund versunk ausgezeichnet.

## Werke (Auswahl)
- Mien halve Fro. Göttingen 1983, ISBN 3-921860-17-2
- plattdeutsche Übertragung von Plisch und Plum. In: Manfred Gerlach (Hrsg.): Wilhelm Busch – Plisch und Plum in deutschen Dialekten. dtv, München 1984
- Geesche geiht up Tour. Hamburg 1987
- Kiek mol'n beten to. Hamburg 1990
- Ick pack ut. Plattdeutsche Geschichten. Hamburg 1991
- Nich mit mi! Plattdeutsche Alltagsgeschichten. Hamburg 1995; ISBN 3-87651-173-9
- Oma ehr Schötteldook. Dassendorf 1997
- Kattenschiet. Hamburg 1998; ISBN 3-87651-213-1
- Huus mit Goorn. (Tonträger), Dassendorf 1998
- Wiehnachts-Stress. Hamburg 1999; ISBN 3-87651-219-0
- Feste fiern. Ein Vortrags- und Lesebuch. Hamburg: Quickborn-Verlag 1999; ISBN 3-87651-222-0
- Achter mien Döör. Hintersinnige, erotische und ganz alltägliche Geschichten. Hamburg 2000; ISBN 3-87651-224-7
- Wohr Di weg! Hamburg 2001; ISBN 3-87651-237-9
- 100 Jahre Ohnsorg-Theater. (Medienkombination), Hamburg 2002, ISBN 3-434-52600-5
- Wat ick nich utstohn kann. (Hörbuch; Live-Mitschnitt), Hamburg 2003
- Du kannst mi mol! Hamburg 2004; ISBN 3-87651-281-6
- Dat lütte Wiehnachtsbook; Hrsg.: Gesche Scheller, Autoren: Gerd Bahr, Ines Barber, Hein Blomberg, Reimer Bull, Heike Fedderke, Hans-Jürgen Forster, Irmgard Harder, Christa Heise-Batt, Rudolf Kinau, Dirk Römmer, Gerd Spiekermann und Günter Timm, Quickborn-Verlag, Hamburg 2008, ISBN 978-3-87651-335-5.
- Goh mi af! Hamburg; ISBN 3-87651-194-1
- Gerd Spiekermann vertellt. (Hörbuch), Hamburg

## Auszeichnungen
- 1982: Freudenthal-Preis
- 1991: Niederdeutscher Literaturpreis der Stadt Kappeln
- 2000: Heinrich-Schmidt-Barrien-Preis
- 2008: Fritz-Reuter-Preis der Carl-Toepfer-Stiftung, Hamburg
- 2023: Fritz-Reuter-Literaturpreis[2]